# イエス (小惑星)
イエス (7707 Yes) は、小惑星帯に位置する小惑星である。アリゾナ大学のカタリナ観測所で、カール・ハーゲンローザーによって発見された。
イギリス出身のプログレッシヴ・ロックバンド、イエスに因んで命名された。